# Командування військово-морських спеціальних операцій ВМС США
Командування військово-морських спеціальних операцій ВМС США (англ. United States Naval Special Warfare Command) — одне з 5 командувань Сил спеціальних операцій США і головне командування Сил спеціальних операцій ВМС США, що здійснює безпосереднє керівництво усіма основними компонентами ССО ВМС, які входять до її складу.
Командування військово-морських спеціальних операцій становить спеціалізований оперативний орган управління Збройних сил країни, що організаційно входить до складу ВМС країни та ССО країни, й забезпечує повний спектр завдань з планування, підготовки та застосування морського компоненту сил спеціальних операцій ВМС у всьому світові.
Командування відповідає за комплектування, тренування, оснащення, керівництво, планування та застосування визначених військово-морських компонентів ССО. Командування безпосереднє виконує завдання з всебічної підготовки своїх підлеглих компонентів, які у будь-яких умовах повинні виконувати завдання спеціальних операцій у всьому світові.

## Призначення
Командування військово-морських спеціальних операцій ВМС США сформоване 16 квітня 1987 року на військово-морській базі амфібійних сил у Коронадо, Каліфорнія, як окремий орган управління морського компоненту Командування ССО у Тампі, Флорида.
Основним призначенням Командування ВМС ССО є підготовка сил спеціальних операцій для виконання військово-морським компонентом завдань спецоперацій, а також розвиток стратегії, доктрини та тактики застосування таких сил. NSW має у своєму оперативному підпорядкуванні усі формування ССО ВМС, що дислокуються на території США та проходять тренування й відповідають за навчання, оснащення, озброєння, підтримку та забезпечення визначених компонентів для їх подальшого застосування органом управління ССО в Об'єднаних командуваннях Сполучених Штатів по всьому світу. Командувачем є флаг-офіцер флоту у військовому званні контр-адмірал.

## Сили спеціальних операцій ВМС США
Сили спеціальних операцій ВМС, що підкоряються Командуванню, мають усі сили та засоби, й володіють можливостями й здібностями виконувати завдання з ведення спеціальної розвідки, психологічних та інформаційних операцій, нетрадиційних методів ведення війни, прямими акціями, боротьбою з тероризмом, допомогою дружнім силам оборони, допомоги в організації заходів безпеки, боротьби з наркоторгівлею, пошуково-рятувальних операцій та веденні гідрографічної розвідки. Сили ССО ВМС здатні діяти автономно штатними підрозділами або у взаємодії з ССО інших видів Збройних сил країни або у складі ударної авіаносної групи та амфібійних груп готовності військово-морських сил США.
Морський компонент сил спеціальних операцій США організований, навчений, тренований, оснащений та озброєний для виконання завдань спецоперацій у морській, річковій та прибережній зонах середовища. Підрозділи діють, як правило, в інтересах угруповань флоту США та в цілях захисту національних інтересів, й здатні виконувати завдання, як у мирний час, так й у ворожому середовищі, а також в умовах локальної або звичайної війни.
Основними оперативними компонентами, які має Командування, це 1-а група спецоперацій ВМС й 1-й човновий ескадрон спецоперацій, що дислокуються в Сан-Дієго, Каліфорнія, 2-а група спецоперацій ВМС й 2-й човновий ескадрон спецоперацій, що дислокуються на військово-морській базі в Норфолку, штат Вірджинія відповідно. Ці формування ССО призначені для всебічної підтримки команд SEAL з їх засобами й доставки їх в глобальному масштабі у розпорядження Командувачів Об'єднаних командувань на театрах дій, а також для їх тренування, навчання й забезпечення що у мирний, так й у воєнний час. З 5 500 операторів ССО ВМС, що перебувають на дійсній службі — 2 200 особовий склад SEAL та 600 оператори бойових катерів ССО, що складає менше ніж 1 відсоток від загальної чисельності ВМС США.

## Структура NAVSOC
| Організаційно-штатна структура Командування військово-морських спеціальних операцій ВМС США |
| ------------------------------------------------------------------------------------------- |
|                                                                                             |